# Peni (Ciad)
Peni   è un comune del Ciad situata nel dipartimento di Taralnass, provincia di Mandoul.